# Jorge Grau
Jorge Grau (* 27. Oktober 1930 in Barcelona, Spanien; † 26. Dezember 2018) war ein spanischer Filmregisseur, Maler und Drehbuchautor. Er drehte neben Horrorfilmen, Dramen und Komödien auch viele Kurzfilme und Dokumentationen.

## Leben
Grau begann seine filmische Laufbahn als Regieassistent bei Filmen wie Diez Rifles Espera (1959) von José Luis Sáenz de Heredia und Un hombre en la Red (1957) von Riccardo Freda. Sein Drama Acteón wurde auf dem 4. Internationalen Filmfestival Moskau gezeigt. Im Jahr 1973 inszenierte er „Ceremonia sangrienta“ (auch bekannt als „Legend of Blood Castle“ und „The Female Butcher“) mit Ewa Aulin. Im Jahr 1974 drehte er den Zombiefilm „Sleeping Corpses Lie“, der auch unter dem Titel Don't Open the Window bekannt geworden ist. Der Film lief zusammen mit Wes Cravens „Last House on Left“ in vielen US-amerikanischen Drive-in-Kinos.
Der britische Regisseur Edgar Wright widmete Grau 2007 seinen Fake-Trailer „Don´t“, den er für das Grindhouse-Projekt von Quentin Tarantino und Robert Rodriguez inszenierte.

## Spielfilme
- 1959: Brennpunkt Tanger (Agguato a Tangeri) (Ko-Regie)
- 1963: Noche de verano
- 1964: El espontáneo
- 1967: Acteón
- 1967: Eine Geschichte von Liebe (Una historia de amor)
- 1968: Tuset Street
- 1970: Chicas de club
- 1971: Essen mit Luis (Historia de una chica sola)
- 1973: Comtesse des Grauens (Ceremonia sangrienta)
- 1974: Das Leichenhaus der lebenden Toten (No profanar el sueño de los muertos)
- 1974: Pena de muerte
- 1975: La trastienda
- 1976: El secreto inconfesable de un chico bien
- 1976: La siesta
- 1978: Cartas de amor de una monja
- 1981: La leyenda del tambor
- 1983: Hunting Ground (Coto de caza)
- 1984: Muñecas de trapo
- 1987: El extranger-oh! de la calle Cruz del Sur
- 1990: La punyalada
- 1994: Tiempos mejores